# Michèle Angirany
Michèle Angirany (* 9. April 1925 in Lyon; † 5. März 2021 in Viriat) war eine französische Skilangläuferin.
Michèle Angirany wurde 1950 Zweite bei den Französischen Meisterschaften über 10 Kilometer. Sie trainierte mit der viermaligen Olympiateilnehmerin Benoît Carrara und gehörte von 1950 bis 1952 dem Nationalkader an. Bei den Olympischen Winterspielen 1952 in Oslo belegte sie im 10-Kilometer-Rennen den 18. Platz.